# Bureschias subcylindricus
Bureschias subcylindricus är en stekelart som först beskrevs av Johann Ludwig Christian Gravenhorst 1829.  Bureschias subcylindricus ingår i släktet Bureschias och familjen brokparasitsteklar. Inga underarter finns listade.